# Море-Луен-е-Орванн
Море-Луен-е-Орванн (фр. Moret Loing et Orvanne) — муніципалітет у Франції, у регіоні Іль-де-Франс, департамент Сена і Марна. Море-Луен-е-Орванн утворено 1 січня 2016 року шляхом злиття муніципалітетів Епізі, Монтарло i Орванн. Адміністративним центром муніципалітету є Море-сюр-Луен. Населення — 12 581 особа (01.01.2021).

## Історія
2017 року до Море-Луен-е-Орванн приєднали муніципалітет Вене-ле-Саблон.